# De Populist
De Populist is een Nederlands hoorspel van de VARA dat op 29 maart 1972 werd uitgezonden. De regie had Ad Löber en de auteur was Ton van Reen. Het thema is politiek en de speelduur is 35 minuten.

## Rolverdeling
- Huib Orizand - John Jeremy Greeves
- Dick Scheffer - Nathan
- Jan Wegter - eerste agent
- Willy Ruys - Rover
- Jan Verkoren - de boekhandelaar
- Frans Vasen - tweede agent

## Plot
John, een vijftiger die heel gelukkig is met zijn eenvoudige leventje zonder werk, wordt ervan beschuldigd een populist te zijn. Hij weet niet wat dat is, alleen dat het een politiek misdrijf betreft. Bij de eerste keer houdt de officier van justitie het bij een waarschuwing. Maar als John later per ongeluk tegen een agent opbotst en deze ziet dat hij het boek van Alexander Herzen over populisme in zijn handen heeft, wordt hij ter plekke aangehouden en overgedragen.